# 鮭延信道
鮭延 信道（さけのべ のぶみち、1878年（明治11年）10月22日 - 1954年（昭和29年）10月27日）は、日本の外交官。駐チリ公使。

## 経歴
東京府に田中貫一の二男として生まれ、軍医鮭延良治の養子となった。鮭延家は加賀藩藩医の家柄で、良治の父の良節は手塚良仙の実弟、母は大槻俊斎の妹であった。
1904年（明治37年）、東京帝国大学法科大学政治科を卒業し、外交官及領事官試験合格した。領事官補、外務省参事官、大使館三等書記官、イギリス大使館二等書記官、カルカッタ（現在のコルカタ）総領事、大使館参事官、外務省大臣官房人事課長心得、駐チリ公使を歴任した。
1928年（昭和3年）に退官した後は、山中千之の後任として国際連盟常設委任統治委員会日本委員を務めた。

## 栄典・授章・授賞
- 1912年（大正元年）8月1日 - 韓国併合記念章[6]